# Timo Karmasch
Timo Karmasch (* 26. Dezember 1994 in Essen) ist ein deutscher Judoka, der an den Special Olympics World Summer Games 2015 teilnahm und Deutschland auch bei den Special Olympics Weltspiele 2023 in Berlin repräsentierte, wo er eine Goldmedaille gewann.

## Leben und Karriere
Timo Karmasch begann mit 11 Jahren in einer Schul-AG mit Judo und trat dann dem Judo-Verein 1. Budokan Hünxe in Hünxe-Bocholtwelmen bei. Dort wurde er von Gabriele Gramsch und Frank Schuhknecht trainiert und erlangte den Schwarzgurt.
2016 war er Mitglied des ersten Athletenrats des Special Olympics Landesverbandes Nordrhein-Westfalen. Der Athletenrat vertritt die Belange der Special Olympics Sportlerinnen und Sportler. Für die Special Olympics Landesspiele von Nordrhein-Westfalen 2017 in Neuss war er eins der Gesichter der Werbekampagne.
Heute trainiert Karmasch auch mit Henning Schäfer im ZABS, einer Bildungseinrichtung in Frechen-Buschbell, die jungen Menschen mit kognitivem Förderbedarf einen alternativen Bildungs- und Berufsweg im Bereich Sport anbietet (Stand 2023). Karmasch lebt in Hamminkeln und arbeitet nach eigenen Angaben als Berufssportler. Damit ist er einer von nur sechs deutschen Judokas, die ihr Hobby zum Beruf gemacht haben.
Nachdem er 2015 Deutscher Meister im ID-Judo in der Kategorie Wettkampfklasse 1 bis 90 kg geworden war, qualifizierte er sich für die Teilnahme an den Special Olympics World Summer Games 2015 in Los Angeles, bei der er in der Wettkampfklasse 1 Männer bis 90 kg den vierten Platz belegen konnte. In seinem ersten Kampf gegen einen costa-ricanischen Judoka wurde ihm für einen Konterwurf (Tani-otoshi) erst ein Ippon zugesprochen, der ihm aber, weil er beim internationalen ID-Judo nicht erlaubt ist, wieder abgesprochen wurde. Deshalb verlor er seinen ersten Wettbewerb. Im Anschluss daran verlor er die beiden folgenden Kämpfe.
2017 wurde Karmasch bei den ID-Judo-Europameisterschaften in Köln in der Kategorie bis 90 kg Zweiter. Zwei Jahre später, 2019, gewann er bei den deutschen ID-Judo-Meisterschaften in Bocholt den ersten Platz in der Wettkampfklasse 1 Männer bis 90 kg. Er nahm auch an den Special Olympics Deutschland Sommerspielen 2022 in Berlin teil und wurde in seiner Kategorie M03a Erster. Zwei Monate vorher war er Vize-Landesmeister bei der ID-Judo-Landesmeisterschaft von Nordrhein-Westfalen in der Kategorie bis 90 kg geworden.
Im Februar 2023 gewann Karmasch mit seinem Verein 1. Budokan Hünxe den Pokal der Männermannschaft bei den offenen ID-Judo-Landesmeisterschaften in Oberhausen. Bei den Internationalen Deutschen Meisterschaften im ID-Judo erreichte er den zweiten Platz in der Wettkampfklasse 1. Im Juni 2023 nahm Timo Karmasch als Mitglied des achtköpfigen Judo-Teams Deutschlands an den Special Olympics World Summer Games 2023 in Berlin teil und gewann die Goldmedaille in der Wettkampfklasse 1 (M04a).
Karmasch ist mit der Judoka Andrea Kuhne verlobt (Stand: Sommer 2023).